# Storsåta
Storsåta är ett berg i Antarktis. Det ligger i Östantarktis. Norge gör anspråk på området. Toppen på Storsåta är 2 350 meter över havet.
Terrängen runt Storsåta är kuperad österut, men västerut är den platt. Trakten är obefolkad. Det finns inga samhällen i närheten. 